# 沈麟
沈麟（？—？），浙江湖州府歸安縣人，清朝政治人物。
沈麟為蔭生出身。乾隆四十四年（1779年）七月，署任湖南永順府龍山縣知縣。